# Формула Татта — Бержа
Формула Татта — Бержа — теоретико-графовая формула, определяющая размер наибольшего паросочетания в графе. Является обобщением теоремы Татта о паросочетаниях; установлена и доказана Клодом Бержем.
Теорема утверждает, что размер наибольшего паросочетания в графе {\displaystyle G=(V,E)} равен:
{\displaystyle {\frac {1}{2}}\min _{U\subseteq V}\left(|U|-\operatorname {odd} (G-U)+|V|\right)},
где {\displaystyle \operatorname {odd} (H)} — число связных компонент графа {\displaystyle H}, имеющих нечётное число вершин.

## Объяснение
Интуитивно ясно, что для любого подмножества вершин {\displaystyle U} единственным способом полностью покрыть компоненту {\displaystyle G-U} с нечётным числом вершин — это выбрать в паросочетание ребро, соединяющее одну из вершин {\displaystyle G-U} с {\displaystyle U}. Если в компоненте с нечётным числом вершин такого ребра в паросочетании нет, часть паросочетания покроет вершины компоненты, но, поскольку число вершин нечётно, по меньшей мере одна вершина останется непокрытой. Таким образом, если некоторое подмножество вершин {\displaystyle U} имеет малый размер, но при его удалении создаётся большое число нечётных компонент, то останется много непокрытых паросочетанием вершин, из чего следует, что и паросочетание будет малым. Это рассуждение можно сделать строгим, если принять во внимание, что размер наибольшего паросочетания не превосходит значения, которое даёт формула Татта — Бержа.
Формула показывает, что данное ограничение является единственным препятствием для получения большего паросочетания — размер оптимального паросочетания определяется подмножеством {\displaystyle U}, имеющим наибольшую разность между числом нечётных компонент вне {\displaystyle U} и вершинами внутри {\displaystyle U}. То есть всегда существует точное подмножество {\displaystyle U}, удаление которого создаёт правильное число нечётных компонент, удовлетворяющих формуле. Один из способов получить такое множество {\displaystyle U} — выбрать любое наибольшее паросочетание {\displaystyle M} и включить в {\displaystyle X} вершины, которые либо не покрыты паросочетанием {\displaystyle M}, либо могут быть достигнуты из непокрытой вершины чередующейся цепью, которая завершается ребром из паросочетания. Определив {\displaystyle U} как множество вершин, которые соединяются паросочетанием {\displaystyle M} с вершинами из {\displaystyle X}, получается, что никакие две вершины из {\displaystyle X} не могут быть смежны, в противном случае можно соединить две непокрытые вершины альтернирующим путём, что противоречит максимальности {\displaystyle M}. Любой сосед вершины {\displaystyle x} из {\displaystyle X} должен принадлежать {\displaystyle U}, в противном случае мы можем расширить альтернирующий путь к {\displaystyle x} на пару рёбер к соседям, что приводит к тому, что соседи становятся частью {\displaystyle U}. Таким образом, в {\displaystyle G-U}, любая вершина {\displaystyle X} образует компоненту из одной вершины, то есть имеет нечётное число вершин. Не может быть других нечётных компонент, поскольку все другие вершины остаются покрытыми паросочетанием после удаления {\displaystyle U}.

## Связь с теоремой Татта
Теорема Татта о паросочетаниях описывает графы с совершенными паросочетаниями как графы, для которых удаление любого подмножества {\displaystyle U} вершин создаёт максимум {\displaystyle |U|} нечётных компонент. (Подмножество {\displaystyle U}, которое содержит по меньшей мере {\displaystyle |U|} нечётных компонент, может быть всегда найдено в виде пустого множества). В этом случае по формуле Татта — Бержа размер паросочетания равен {\displaystyle |V|}/2. То есть наибольшее паросочетание является совершенным и теорема Татта может быть получена как следствие формулы Татта — Бержа, а саму формулу можно рассматривать как обобщение теоремы Татта.